# 顧貞觀
顧貞觀（1637年—1714年），原名華文，字遠平、华封、華峰，號梁汾，江南無錫縣人。清初文人。東林黨人顧憲成曾孫。

## 生平
幼習經史，好古詩詞。少時與江南名士吳偉業、陳維崧、嚴繩孫、秦松齡等人交往，“飛觴賦詩，才氣橫溢”，與陳維崧、朱彝尊並稱明末清初“詞家三絕”。康熙五年（1666年）中舉人，任國史院典籍、內閣中書。康熙二十三年（1684年）致仕，讀書終老。《清史稿》有传。

## 著作
著有《彈指詞》、《積山岩集》等。

## 事迹
顺治十一年（1654年），顧貞觀与同乡安璿等人组建“云门社”。
順治十四年（1657年），好友吳兆騫因“丁酉科場案”被株連而流放寧古塔。他與吳兆騫私交甚厚，情同手足，為救吳兆騫而奔走呼號，遍求滿朝權貴。十年後，顧貞觀輾轉得到吳兆騫的求救信，其信寫道：「塞外苦寒，四時冰雪。鳴鏑呼風，哀笳帶血。一身飄寄，雙鬢漸星。婦復多病，一男兩女，藜藿不充。回念老母，煢然在堂，迢遞關河，歸省無日……」。顧貞觀讀畢情緒激動，夜不能眠，在北京千佛寺大雪之夜作《金縷曲》詞兩闋贈之，哀怨情深，被稱為“千古絕調”。納蘭性德見之，泣下數行，認為此詞與李陵録別詩及向秀悼念嵇康的《思舊賦》相媲美，寫了一闕《金縷曲·贈梁汾》回贈顧貞觀，並求其父明珠相救。康熙二十年，吳兆騫遇赦歸京。顧貞觀的《金縷曲》二首如下：
|  | 季子平安否？便歸來、平生萬事，那堪回首。行路悠悠誰慰藉，母老家貧子幼。記不起，從前杯酒，魑魅搏人應見慣，總輸他、覆雨翻雲手。冰與雪，周旋久。 淚痕莫滴牛衣透。數天涯、依然骨肉，幾家能夠？比似紅顏多命薄，更不如今還有。只絕塞、苦寒難受。廿載包胥承一諾，盼烏頭馬角終相救。置此札，君懷袖。 我亦飄零久。十年來、深恩負盡，死生師友。宿昔齊名非忝竊，試看杜陵消瘦。曾不減、夜郎僝僽。薄命長辭知己別，問人生、到此淒涼否。千萬恨，從君剖。 兄生辛未吾丁丑。共些時、冰霜摧折，早衰蒲柳。詞賦從今須少作，留取心魂相守。但願得、河清人壽。歸日急翻行戍稿，把空名、料理傳身後。言不盡，觀頓首。 |